# 八路军贵阳交通站
八路军贵阳交通站也称“八路军驻黔办事处”，是1938年按照国共合作抗日的协定在贵阳设立的八路军办事处。

## 八路军贵阳交通站旧址
八路军贵阳交通站旧址，位于贵阳市民生路92号。1981年贵阳市文物保护委员会申报列为贵阳市级文物保护单位。1982年被贵州省人民政府公布为贵州省文物保护单位。

## 历史
1938年10月25日武汉失陷。1938年12月下旬，中共南方局决定在贵阳设立公开办事机构——国民革命军第十八集团军贵阳交通站，即八路军驻贵阳交通站。原八路军武汉办事处副官长袁超俊担任负责人。1938年底，在黄齐生和达德学校校长曾俊侯等人的协助下，开始筹设交通站的工作。1939年1月3日，八路军贵阳交通站正式挂牌成立。包括会计、出纳、收发、公务员、警卫员，以及司机和押车员、副官共20多人
皖南事变后，1941年1月20日该站被当局武装查封，7名工作人员全部被捕，枪支弹药及物资全部被查抄。后经周恩来和叶剑英在重庆多方交涉，1941年8月被捕的李配之、鲍启文、李玉生、刘文钧、张兴彪、鲍世泽、肖一志获释。